# Naznin Ladha
Naznin Ladha is een Belgisch voormalig hockeyster.

## Levensloop
Ladha was actief bij La Rasante. In 1997 maakte ze de overstap naar Royal Léopold. Als speelster van deze club ontving ze in 2000 de Gouden Stick.
Daarnaast maakte ze deel uit van het Belgisch hockeyteam. In totaal verzamelde ze 44 caps.